# Cheilosia aterima
Cheilosia aterima är en tvåvingeart som beskrevs av Sack 1927. Cheilosia aterima ingår i släktet örtblomflugor, och familjen blomflugor. Inga underarter finns listade i Catalogue of Life.